# Armstrongtal

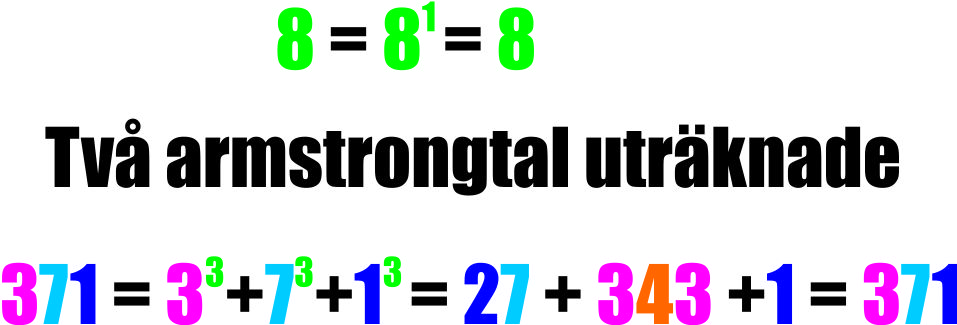
Två "verifikationer" för armstrongtal.

Ett Armstrongtal (i talbas tio), efter Michael F. Armstrong, är ett n-siffrigt naturligt tal, som uppfyller egenskapen att summan av de ingående siffrorna upphöjt i antalet ingående siffror är lika med talet självt.
371 är ett armstrongtal, eftersom talet är tresiffrigt, och 33 + 73 + 13 = 27 + 343 + 1 = 371.
Samtliga ensiffriga tal är armstrongtal, men det finns inga tvåsiffriga armstrongtal. 
Armstrongtalen mindre än en miljard är:
1, 2, 3, 4, 5, 6, 7, 8, 9, 153, 370, 371, 407, 1634, 8208, 9474, 54748, 92727, 93084, 548834, 1741725, 4210818, 9800817, 9926315, 24678050, 24678051, 88593477, 146511 208, 472335975, 534494836, 912985153, … (talföljd A005188 i OEIS)
Armstrongtalen utgör en ändlig mängd heltal, eftersom de inte kan vara hur stora som helst: en övre gräns ges av talet 1060 − 1 (alltså talet som skrivs med 60 stycken 9:or) eftersom 61 · 961 < 1060. Ett litet abstraktare argument är att det exponentiella uttrycket {\displaystyle \textstyle ({\frac {10}{9}})^{n}} måste växa snabbare än det polynomiella (och till och med lineära) uttrycket 10n, och därför måste också olikheten 10n·9n < 10n gälla för alla tillräckligt stora n. Händelsevis råkar n ≥ 61 räcka för att olikheten skall gälla.
I själva verket är det 39-siffriga talet 115 132 219 018 763 992 565 095 597 973 971 522 401 det största armstrongtalet; och det existerar bara 88 stycken armstrongtal.

## Generalisering
Egenskapen att vara armstrong beror på talbasen. Exempelvis skrivs talet 371 oktalt med siffrorna 563, och {\displaystyle 5^{3}+6^{3}+1^{3}=125+216+1=342\neq 371}, så 371 är inte armstrong med avseende på talbas åtta. Däremot är {\displaystyle 133=205_{8}}, och mycket riktigt är {\displaystyle 2^{3}+0^{3}+5^{3}=8+0+125=133}, så 133 är ett "armstrongliknande" tal med avseende på talbas åtta. För varje positivt heltal större än ett finns bara en ändlig mängd av "armstrongliknande" tal (av samma abstrakta skäl som för talbas 10); för talbas åtta ges dessa 37 tal i talföljd A010354 i OEIS.